# Mercedes Oviedo
Mercedes Oviedo (Buenos Aires, 10 de junio de 1983) es una actriz argentina. Reconocida por ocupar durante el año 2008 un rol protagónico en la telecomedia Todos contra Juan. En 2009 también forma parte del elenco de la ficción Mitos, crónicas del amor descartable.

## Biografía
A los 4 años fue a vivir a la localidad balnearia de San Bernardo del Tuyú. Allí estudió en el Instituto Modelo Santa Teresita. Fue elegida Reina Nacional del Sol y La Familia, fiesta tradicional que inaugura la temporada de verano en la localidad costera de San Bernardo. A los 17 años decidió volver sola a la Capital Federal, donde comenzó sus estudios terciarios. En Buenos Aires se instruyó en psicología, historia de la cultura, asistencia de dirección, actuación, acrobacia, canto y danzas contemporáneas y modernas. En 2005 egresó siendo profesora de artes con orientación en actuación del CoSATyC, (Colegio Social de Artes del Teatro y la Comunicación). Para poder pagarse los estudios trabajó como revendedora de ropa, animadora de fiestas infantiles y enseñando patinaje sobre hielo.
Se consagró en los medios haciendo una publicidad de la bebida Paso de los toros donde jugaba con los besos a la distancia en el año 2007. En 2008 participó en el videoclip Chance de la banda punk argentina Attaque 77 y también obtuvo el protagónico de la telecomedia Todos contra Juan, emitida por América TV. Al momento de recibir la propuesta para actuar en esta telecomedia, estaba a punto de iniciar un viaje a Zaragoza, España para participar de una exposición internacional con la obra de teatro Agua de Pichón Baldinú. Mercedes tuvo que renunciar a dicho proyecto para emprender su carrera en la televisión argentina.
En diciembre de 2009 fue nominada como revelación para los Premios Clarín por su trabajo realizado en Todos contra Juan.
Hasta 2009, su pareja era Gonzalo Heredia, otro actor argentino, conocido por sus personajes en las series Socias y Valientes.
En el 2012 participó de la telenovela éxito de Telefe Dulce amor con el personaje de Noelia Fernández, media hermana de Victoria Bandi (interpretada por Carina Zampini).

## Televisión
| Televisión | Televisión                           | Televisión                                        | Televisión    |
| Año        | Título                               | Personaje                                         | Canal         |
| ---------- | ------------------------------------ | ------------------------------------------------- | ------------- |
| 2006-2007  | Doble venganza                       |                                                   | Canal 9       |
| 2007       | Patito Feo                           |                                                   | El Trece      |
| 2008       | Vidas robadas                        |                                                   | Telefe        |
| 2008       | Casi Ángeles                         | Meme o Michi                                      | Telefe        |
| 2008       | Todos contra Juan                    | Luz Aguilera                                      | América       |
| 2009       | Mitos, crónicas del amor descartable | Irina                                             | América       |
| 2009       | Revelaciones                         | Micaela                                           | El Trece      |
| 2010       | Todos contra Juan 2                  | Luz Aguilera                                      | Telefe        |
| 2010       | Caín y Abel                          | Pilar                                             | Telefe        |
| 2012       | Dulce amor                           | Noelia Fernández                                  | Telefe        |
| 2014       | Señores Papis                        | Sofía Rodríguez Merlo                             | Telefe        |
| 2014-2015  | La misión                            | Victoria Osorio                                   | Canal Acequia |
| 2015       | Pan y vino                           | Sofía La Rosa                                     | América TV    |
| 2017       | Susana Giménez                       | Antiguo Egipto: Participación especial en sketch. | Telefe        |
| 2017       | Fanny, la fan                        | Vanesa Iglesias                                   | Telefe        |
| 2018       | Medusa                               |                                                   | Telefe        |
| 2019       | Chueco en línea                      | Ella misma                                        | Flow          |
| 2022       | El primero de nosotros               | Andrea Gentile                                    | Telefe        |

## Publicidades
| 2007 | Mr. músculo       |
| 2008 | Paso de los toros |

## Teatro
| Obra      | Obra                                 | Obra      | Obra |
| Año       | Título                               | Personaje |      |
| --------- | ------------------------------------ | --------- | ---- |
| 2001      | Chau Misterix                        |           |      |
| 2002      | La importancia de llamarse Ernesto   |           |      |
| 2002      | Los chismes de las mujeres           |           |      |
| 2003      | Irredenta                            |           |      |
| 2003      | Golpes a mi puerta                   |           |      |
| 2003      | Sábados de vino y gloria             |           |      |
| 2003      | Casa de muñecas                      |           |      |
| 2003      | El maestro Solness                   |           |      |
| 2003      | Mab                                  |           |      |
| 2004      | A Electra le sienta bien el luto     |           |      |
| 2004      | Orfeo y Eurínice                     |           |      |
| 2004      | La casa de Bernarda Alba             |           |      |
| 2004      | Yerma                                |           |      |
| 2004      | Medea                                |           |      |
| 2005      | Los Reyes                            |           |      |
| 2005-2006 | Juancito de la ribera                |           |      |
| 2005-2006 | H, veneno de broma                   |           |      |
| 2007-2008 | Agua                                 |           |      |
| 2009      | De cómo duermen los hermanos Moretti |           |      |
| 2016      | El quilombero                        |           |      |

## Cine
| Televisión | Televisión           | Televisión    | Televisión |
| Año        | Título               | Personaje     |            |
| ---------- | -------------------- | ------------- | ---------- |
| 2009       | Los ángeles          | Chica morocha |            |
| 2012       | No te enamores de mi | Sofía         |            |
| 2013       | Naturaleza muerta    | Julia         |            |

## Videoclips
| Videoclips      | Videoclips         | Videoclips | Videoclips |
| Grupo           | Tema               | Año        |            |
| --------------- | ------------------ | ---------- | ---------- |
| El ojo de Shiva | La luz de tus ojos | 2006       |            |
| Sergio Lagos    | Telephone          | 2007       |            |
| Villanos        | Contacto           | 2007       |            |
| Attaque 77      | Chance             | 2008       |            |